# 以久科駅
以久科駅（いくしなえき）は、かつて北海道斜里郡斜里町字以久科南に存在した、日本国有鉄道（国鉄）根北線の鉄道駅（廃駅）である。事務管理コードは▲111801。

## 歴史

### 年表
- 1957年（昭和32年）11月10日：根北線の開業と同時に新設[2]。一般駅。
- 1958年（昭和33年）8月20日：無人駅化[2]。貨物・荷物の取り扱いを廃止。
- 1970年（昭和45年）12月1日：根北線の全線廃止に伴い、廃駅となる[3]。

### 駅名の由来
所在地名より。猿間川上流の支流名に由来し、河川名としては「幾品」の字があてられている。
アイヌ語の「エクシナペッ（e-kusna-pet）」（そこ・を突き抜けている・川、あるいは、そこ・を横ぎっている・川）、あるいは「イクシナペッ（i-kus-na-pet）」（そこ・の向こう側・の方の・川）に由来するとされる。

## 駅跡
廃駅後、かつての駅舎と官舎が構内の跡地（農地）に長らく残っていたが、1998年（平成10年）に取り壊された。現在は、駅へ通じていた道が残っているのみ。

## 隣の駅
日本国有鉄道
根北線
斜里駅 -　以久科駅 - <西二線仮乗降場> - 下越川駅